# 万里 (浮世絵師)
万里（まんり、生没年不詳）とは、江戸時代の浮世絵師。

## 来歴
経歴不明。中判錦絵の揃物「中洲八景」に「万里画」と落款した作4点が知られるのみである。安田剛蔵はこれらの筆致や落款の「画」の字の特徴から、「万里」とは勝川春朗を名乗っていた若いころの葛飾北斎のことであり、天明元年（1781年）に「万里」という仮名を使って描いたものと断定している。なお当時、吉原の幇間で長門万里という人物がおり戯作も手掛けているが、春朗（北斎）はこの万里の作の黄表紙『大通一寸廓茶番』（安永9年〈1780年〉刊行）の挿絵を描いている。

## 作品
- 「中洲八景　浮洲の落雁」
- 「中洲八景　大橋の帰帆」　大英博物館所蔵
- 「中洲八景　川岸の晴嵐」　ボストン美術館所蔵
- 「中洲八景　新寺の晩鐘」　シカゴ美術館所蔵